# Der Irland-Krimi: Die Toten von Glenmore Abbey
Die Toten von Glenmore Abbey ist ein deutscher Kriminalfilm unter der Regie von Züli Aladağ aus dem Jahr 2019. Es handelt sich um den Pilotfilm zur ARD-Kriminalfilmreihe Der Irland-Krimi. Désirée Nosbusch spielt neben Declan Conlon, Mercedes Müller, Rafael Gareisen, Vincent Walsh und Tatja Seibt die Hauptrolle der „sensiblen Polizeipsychologin Cathrin Blake, die mit den Schatten der Vergangenheit zu kämpfen hat“.
Auf der Seite der ARD warb man mit folgenden Worten für den Film: „Die malerische Hafenstadt Galway ist Schauplatz dieser neuen DonnerstagsKrimi-Reihe. […] Das authentische, mitreißende Spiel des deutsch-irischen Casts, die psychologisch tiefgründige Geschichte, eine grandiose Kameraführung und eindrucksvolle Aufnahmen der westirischen Landschaft zeichnen diesen spannenden Krimi aus.“

## Handlung
Die deutsche Psychologin Cathrin Blake lebt seit Abschluss ihres Studiums in der irischen Stadt Galway, wo sie sich in den Kriminalkommissar Liam Blake verliebte und mit ihm ein Kind bekam. Zusammen arbeitete das Paar bei der Polizei in Galway; Cathrin spezialisierte sich auf dem Gebiet der Kriminalpsychologie und brachte in eindringlichen Gesprächen und aufgrund ihrer brillanten Menschenkenntnis viele Täter zu einem Geständnis.
Als Liam Blake dann plötzlich und auf unerklärliche Weise verschwand, stürzte Cathrin in eine tiefe Lebenskrise und verfiel zeitweise dem Alkohol, worunter das Verhältnis zu ihrem Sohn Paul sehr litt. Paul, der nach einigen Jahren in Deutschland mittlerweile wieder bei Cathrin lebt und als Polizeifotograf arbeitet, hadert noch immer mit seiner Mutter, die inzwischen aber ihre Tätigkeit bei der Polizei aufgegeben hat und als freie Psychologin arbeitet.
Als Cathrin erfährt, dass auf dem Gelände des ehemaligen Magdalenenheims der katholischen Glenmore Abbey Kinderskelette und das Skelett eines unbekannten erwachsenen Mannes gefunden wurden, ist sie sich bald sicher, dass es sich bei den Überresten der erwachsenen Leiche um ihren seit zehn Jahren verschwundenen Mann Liam handelt, worauf auch ein Ring am Finger des Toten hindeutet. Einzig bei Callum O’Connor, einem ehemaligen Kollegen und Freund Liams, stößt Cathrin nicht auf taube Ohren. Superintendent Sean Kelly hingegen reagiert in für Cathrin nicht nachzuvollziehender Weise unerklärlich abweisend. Als man den Fall zugunsten eines Coups gegen die Drogenmafia der jungen noch unerfahrenen Polizistin Emma Walsh anvertraut, nimmt Cathrin die Angelegenheit selbst in die Hand in der Gewissheit, dass sie der Sache auf den Grund gehen muss. Auch wenn sie sich dadurch selbst gefährdet, muss sie in Erfahrung bringen, was seinerzeit mit ihrem Mann geschehen ist. Im Magdalenenheim waren noch bis in die 90er-Jahre hinein junge Frauen untergebracht, oftmals schwanger, die man als „gefallene Mädchen“ betrachtete. Weggesperrt hinter den Klostermauern wurden sie misshandelt und man machte ihnen das Leben zur Hölle. Die Kinder der Mädchen verkaufte man ins Ausland oder verscharrte durch Vernachlässigung gestorbene Kinder achtlos auf dem Klostergelände. Cathrin findet heraus, dass ihr Mann Liam eines dieser „Magdalenenkinder“ war, also von einer jener jungen Frauen geboren wurde, denen man noch bis in die 1990er-Jahre hinein durch unnachgiebige Schwestern ihre als Sünde angesehene Lebensweise mit vorehelichem Geschlechtsverkehr mit Gewalt austrieb. Während Liam adoptiert worden war, stellt sich die Frage, ob andere Kinder verkauft oder getötet worden waren. Von der Äbtissin von Glenmore Abbey kann Cathrin keine Hilfe erwarten, sie blockt alles ab. Letztendlich kommt die Wahrheit aber doch ans Licht und einige der Mädchen von damals, die ausfindig gemacht werden konnten, halten eine bewegende Trauerfeier für ihre toten Kinder ab, an der auch Cathrin teilnimmt.
Noch ist unklar, wer Liam Blake ermordet hat, zumindest aber kann Cathrin das Skelett ihres Mannes nun einäschern lassen und in einer Urne verwahren. Im Pub antwortet sie auf die Frage eines Freundes, warum sie die Urne bei sich habe, sie habe noch keinen angemessenen Ort für Liam gefunden.

## Produktion

### Produktionsnotizen

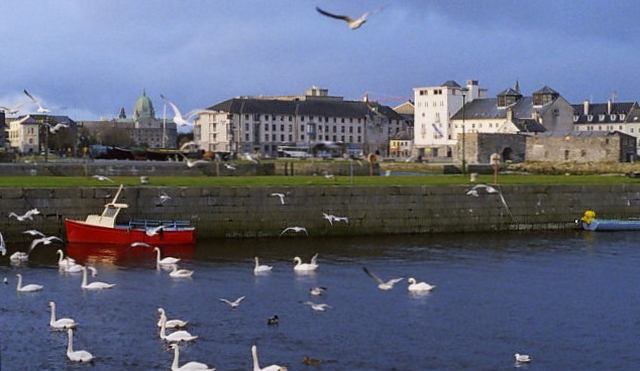
Galway: Hafen mit Kathedrale im Hintergrund und Spanish Arch (rechts), einer der Drehorte des Films

Produziert wurde der Film von der good friends Filmproduktions GmbH im Auftrag der ARD Degeto in Zusammenarbeit mit der Telegael Media Group. Die Redaktion für Degeto Film lag bei Katja Kirchen. Die Dreharbeiten für Die Toten von Glenmore Abbey fanden unter dem Arbeitstitel Gefallene Mädchen vom 21. September bis zum 26. November 2018 gleichzeitig mit dem zweiten Fall Mädchenjäger im irischen Galway statt.

### Soundtrack
- I’ll Be Missing You von Puff Daddy
- Homegrown von Haux

### Hintergrund

#### Interview mit Désirée Nosbusch
Désirée Nosbusch, die im Hinblick auf die Auswahl ihrer Rollen als sehr wählerisch gilt, antwortete auf die Frage, was sie dazu bewogen habe, die Hauptrolle im Irland-Krimi zu übernehmen: „Jede Rolle ist immer wieder eine Reise in ein neues Leben. Eine Biographie, die im Bestfall sehr entfernt von meiner ist und die mich reizt und neugierig macht. Genau das war der Fall mit Cathrin Blake. Ich mochte sie und wollte sie näher kennenlernen.“ Auf den Hinweis, Cathrin Blake sei „eine Psychologin mit deutschen Wurzeln, unangepasst, intuitiv und intelligent“, die Narben aus der Vergangenheit trage oder wie sie ihre Rolle beschreiben würde, meinte Nosbusch: „Genau so. Ich würde vielleicht noch empathisch und gerechtigkeitsliebend hinzufügen.“ Auch für sie gelte, dass ihr für die Gerechtigkeit „kein Weg zu weit“ sei, und Menschen zu helfen, die in einer Notsituation steckten, sei ihr „auch nicht fremd“. Cathrin sei jedoch viel mehr eine Einzelgängerin als sie es sei. Ihre Dämonen seien größer und dunkler. Ihr Lachen müsse sie „erst wieder zulassen“. Die Frage, wie wichtig Schönheit heute in ihrem Leben sei und wie wichtig es sei, authentisch zu sein, beantwortete die Schauspielerin folgendermaßen: „Schönheit ist mir sehr wichtig. In ganz vielen Dingen. Jedoch kommt es mir da nicht auf die äußere Schönheit an. Die innere Schönheit eines Menschen, einer Seele, eines Gegenstandes, eines Textes, einer Begegnung – das sind die Dinge, die mich vibrieren lassen. Authentizität ist der einzige Weg. Ich möchte in Frieden mit meinem Spiegelbild leben. Das Leben ist viel zu kurz und wertvoll, um es auf Lügen aufzubauen.“ Mit Cathrin verbinde sie zudem, dass es auch in ihrem Leben einen Ort gebe, an den sie immer zurückkehre, wenn sie an wichtigen Scheidepunkten ihres Lebens stehe: „ein Eichenhain in Ojai. Ojai [sei] eine Kleinstadt in den Topatopa Bergen nahe des Lake Casitas in Kalifornien“. Bei den Dreharbeiten in Irland sei es Liebe zu dem Land auf den ersten Blick gewesen, es habe sich mit „seiner atemberaubenden Natur und mystischen Schönheit und seinen liebevollen Menschen“ gleich in ihr „Herz gebohrt“ und mit ihr etwas gemacht, sie „positiv verändert“, es werde sie „nicht mehr los“. Der Spaziergang von Salthill nach Galway, entlang des Wassers sei jeden Tag „ein Geschenk gewesen“. Nosbusch zeigte sich zudem begeistert von „der Schönheit und Magie der Sonnenuntergänge“ und der „Stimmung im O’Connor’s Pub“, die „einmalig“ sei. Des Weiteren erläuterte die Schauspielerin, sie möge es geheimnisvoll. Die Landschaft, in der der Film gedreht worden sei, sei „sehr mystisch“, was „hervorragend zur Düsternis des Falls“ passe. Dieser beruht auf einem der schlimmsten Verbrechen Irlands: Bei einem katholischen Kinderheim wurden die zwischen 1925 und 1961 verscharrten Skelette von etwa 800 Säuglingen entdeckt.

#### Interview mit Mercedes Müller
Mercedes Müller stellte sich der Frage, was die junge Polizistin Emma, die sie spielt, für ein Mensch sei und in welcher Beziehung sie zu Cathrin Blake stehe: „Emma ist neu im Präsidium und noch unsicher. Sie möchte alles richtig machen und ist anfangs etwas zu ehrgeizig. Cathrins selbstbewusstes Auftreten beeindruckt Emma insgeheim. Dass sie von Cathrin nicht ernst genommen wird, kränkt sie dementsprechend um so mehr. Emma muss sich erst vor ihr beweisen, bevor die beiden zusammenkommen und merken, dass sie gemeinsam stärker sind, sich gegenseitig unterstützen und eine Freundschaft entsteht.“ An der irischen Mentalität gefalle ihr besonders, die „Freundlichkeit“, dass alle „entspannt gewirkt“ und sich Zeit für die Crew genommen hätten. Man habe sich „nie unerwünscht gefühlt“ und sei „überall herzlich aufgenommen“ worden. Auch schlechtes Wetter habe niemandem die Laune verderben können. Auf die Frage, wie sich Kickboxen, das sie „auf Leistungssportniveau“ betreibe, auf ihre Schauspielarbeit ausgewirkt habe, meinte Müller, auf Turnieren lerne man, „mit Stress umzugehen“, und das Training fördere „den Teamgeist“. Natürlich sei es „toll, bei sportlichen Rollen körperlich in der Lage zu sein, diese entsprechend darzustellen“.

#### Interview mit Rafael Gareisen
Rafael Gareisen, der Cathrins Sohn Paul Blake spielt, antwortete auf die Frage, wie er „das Verhältnis zwischen Mutter und Sohn beschreiben“ würde: „Prinzipiell verbindet die beiden eine große Liebe und die Erinnerung an eine schöne gemeinsame Vergangenheit. Mit dem Verschwinden von Liam gab es allerdings einen Riss in der Beziehung der beiden. Durch die destruktive Trauerbewältigung mit Alkohol und Medikamenten seitens Cathrin und dem Wegschicken des jungen Pauls entstand ein Bruch, der sich durch das gemeinsame Leben zieht. Das Ausarbeiten dieses Spannungsfeldes zwischen der absoluten Nähe und den wiederkehrenden Vertrauensbrüchen war für mich das Spannende an der Arbeit mit Züli und Désirée.“ Der ‚Irland-Krimi‘ sei für ihn „die sechste Produktion mit Englisch als Setsprache und somit eine Herausforderung, die er als solche schon gekannt habe“, gewesen. „Was allerdings neu und sehr spannend gewesen“ sei, sei „das wortwörtlich zweisprachige Arbeiten gewesen. Auf Deutsch zu spielen und englische Antworten zu bekommen“, habe er sich „schwierig vorgestellt“ – habe aber „in der Praxis sehr gut funktioniert“. Der Rat seines Vaters, ebenfalls Schauspieler, für Irland sei gewesen: „Have fun my son!“

## Rezeption

### Erstausstrahlung, Einschaltquote
Die Erstausstrahlung des Films am 24. Oktober 2019 im Rahmen des Donnerstags-Krimis zur Hauptsendezeit im Programm der ARD Das Erste wurde von 5,48 Millionen Zuschauern verfolgt, was einem Marktanteil von 18,6 % entsprach. Von den jüngeren Zuschauern entschieden sich 6,6 % für den Film.

### Kritik
TV Spielfilm zeigte mit dem Daumen nach oben, gab für Anspruch und Spannung zwei von drei möglichen Punkten, für Action einen und führte aus: „Ein leider sehr realer Skandal […]. Das traurige Schicksal der Frauen und Kinder spielt zwar nur eine untergeordnete Rolle, wird aber dennoch sehr einfühlsam und frei von Dramatisierung erzählt. Die kühle Schönheit des Landes, die abgebrühten Charaktere und die düstere Stimmung erinnern an skandinavische Krimis. Aber nein, es ist Irland und deutlich authentischer als viele andere Euro-Krimis der ARD: Es spielen größtenteils irische Darsteller, die später (fast unmerklich!) synchronisiert wurden. Top!“ Fazit: „Stimmungsvolles Krimidrama in tollen Bildern.“
Julian Miller von Quotenmeter.de (Ausschlag 65 %) stellte die Frage, ob die von Désirée Nosbusch gespielte irische Polizeipsychologin Cathrin Blake, die „einiges mitgemacht“ habe, dadurch „gute Voraussetzungen für eine spannende neue ARD-Krimi-Reihe“ biete. „Dass eine Krimiserie direkt den toten Lebenspartner der Ermittlerfigur zu ihrem ersten Mordfall“ küre, sei „kein unkluger erzählerischer Griff“, meinte Miller. „Da der Irland-Krimi gleichsam weniger offensiv pathetisch gerat[e] als seine Partner-Reihen auf demselben Sendeplatz und sich stattdessen eine narrativ aufrichtige Emotionalisierung zutrau[e]“, müsse man „auch keine gefühlsduseligen Übersteuerungen fürchten“. Das Format schrecke „zwar erwartungsgemäß vor der letzten Konsequenz zurück und erzähl[e] keine gebrochene Heldin, die sich in den Ausdünstungen ihrer depressiven seelischen Niederungen suhl[e]“, könne jedoch „mit einer feinfühlig entworfenen Hauptfigur durchaus überzeugen – nicht zuletzt, weil ihre Darstellerin Désirée Nosbusch genau den richtigen Ton für sie“ finde. Abschließend fasste Miller zusammen: „Natürlich: Irland kann als Spiel- und Erzählort wesentlich mehr als frömmelnd-mordende Katholizismus-Kulisse. Doch wenn man donnerstagabends irgendwohin auf Krimi-Reise gehen wollte, dann doch am liebsten auf die grüne Insel.“
Rainer Tittelbach widmete sich der Reihe auf seiner Seite tittelbach.tv. Der Kritiker gab 4,5 von 6 möglichen Sternen und meinte, der Irland-Krimi mache „einiges anders als die meisten Auslandskrimis im Ersten“. Die „lange unter Wert besetzte Désirée Nosbusch knüpf[e] als Psychologin mit einer Mischung aus Verletzlichkeit und Taffheit, dunklen Momenten und wiedererlangter Souveränität an ihre fulminante Rolle in ‚Bad Banks‘ an“. Die Synchronisation bei „den tragenden irischen Charakteren“ passe sich „gut Nosbuschs ruhiger, konzentrierter Tonlage an“. Das „irische Ambiente mit der Sinnlichkeit seiner Natur, der Authentizität der Nebenfiguren und mit der psychophysischen Präsenz der Hauptdarsteller“ lege sich „wie ein atmosphärischer Teppich über die Geschichten, deren Themen stimmig“ wirkten. „Positiv für Auge und Ohr“ seien auch „Aladags Inszenierung zwischen Mollton & wuchtigem Realismus, Roland Stuprichs Bildgestaltung und der breite, flächige Score von Sebastian Fillenberg“.
Auf der Seite Kino.de hingegen fiel die Kritik für den Film gemischt aus: „Mit der Küstenstadt Galway ein toller Schauplatz, mit Desiree Nosbusch eine wunderbare Hauptdarstellerin und unbekannte, aber markante irische Gesichter bei den supporting actors. Doch obwohl vieles Hand und Fuß hat, will der neueste Auslandskrimi der Degeto nicht so richtig zünden. Die Figur der durch den Verlust ihres Mannes (auch ein Polizeiermittler) angeschlagenen Kriminalpsychologin ist überfrachtet. Zuviel Ballast. Das Thema um die Magdalene Sisters ist interessant, aber in Verbindung mit dem Familiendrama erdrückt es den recht spannungsarmen Krimi-Plot.“
Sabine Ulrich gab dem Film vier von fünf möglichen GOKAs und schrieb auf der Seite Goldene Kamera: „In der neuen Reihe ‚Der Irland-Krimi‘ spielt Désirée Nosbusch als verhärmte Kriminalpsychologin alle Kollegen an die Wand. Es ist der intensive Blick, vor dem alle in die Knie gehen: der Patient, der vor ihr seine Sexfantasien ausbreitet, ebenso wie die Polizisten, die nicht möchten, dass sich die Exprofilerin in ihre Arbeit einmischt. […] Ungewissheit und Gram haben sie [Blake] verhärmt. Das zeigt jede Mimik, jede Geste. Und ihr Blick.“ Es sei eine „Glanzleistung“ der Schauspielerin, die mit dem ‚Irland-Krimi‘ „ihren Ruf als Charakterdarstellerin“ festige. Die „Reife der Rolle“ stehe ihr ebenso wie „das mysteriöse Umfeld“. Der Goldene Kamera TV-Tipp erfolge, denn „… Der jüngste Ableger der ARD-Regional-Krimis besticht durch die rauhe Schönheit der grünen Insel und Désirée Nosbusch spielt ihre Figur eindrucksvoll vielschichtig.“
In der Frankfurter Rundschau war Harald Keller der Ansicht: „Désirée Nosbusch überzeugt als deutsch-irische Kriminalpsychologin mit Wohnsitz Galway. […] Von diesem ‚Irland-Krimi‘ darf das Publikum keine farbensatte Kerrygold- oder Sir-Irish-Moos-Werbefilm-Idylle erwarten.“ Keller sprach von einem zumeist sehr stimmigen „Lokalkolorit“, am Drehbuch störten einige „Anglizismen“ sowie das „überstürzt hereinbrechende Finale“.